# Nelly
Cornell Iral Haynes, Jr. (Austin, Texas; 2 de noviembre de 1974) más conocido por su nombre artístico Nelly, es un rapero, cantante, compositor y actor estadounidense que obtuvo su relevancia internacional a principios de la década de los 2000.
El artista logró colocar varios temas musicales en los conteos musicales mundiales, entre ellos el Hot 100 de Billboard. Algunas canciones que destacan son: «Dilemma» (en colaboración con Kelly Rowland), «Hot In Herre», «Over And Over» (en colaboración con Tim McGraw), «Just A Dream» y «Freaky with You» (en colaboración con Jacquees). Aparte, Nelly ha estado involucrado en varios problemas legales, incluso con arrestos.

## Biografía

### Vida personal
Hijo de padres que se divorciaron cuando él tenía un año, tuvo una infancia complicada en el seno de una familia violenta. En St. Louis comenzó a desarrollar sus considerables habilidades para el ritmo en su vecindario, además de ser un talentoso jugador de béisbol.
En 1992 se involucró en el mundo de las drogas y en 1993, tras el embarazo de su novia, decidió dedicarse al tráfico de drogas para poder salir adelante. Formó el famoso grupo St. Lunatics, junto a sus amigos del colegio Kyjuan, Ali, Murphy Lee y City Spud en 1994 y despertaron el interés local en 1996 con el tema "Gimme What Ya Got". El tráfico ilegal era lo que permitía a Nelly patrocinar todo lo necesario, desde comida hasta transporte. Luego lanzaron "Who's The Boss", que a pesar de su éxito moderado no llamó la atención de las discográficas. Decidieron entonces buscar suerte en Atlanta, donde lograron asociarse con Kula, quien fue su mánager.
Después de que en marzo de 2001 su hermana Jackie fuera agredida por su esposo, Nelly decidió llevársela a ella y a sus dos sobrinos a vivir a su casa. Jackie se convirtió en la asistente y asesora de vestuario de él y del grupo. Meses después, descubren que su hermana sufre de leucemia. Por este tiempo decidió a su vez dejar atrás el narcotráfico.
El 1 de enero de 2003, Nelly conoció a la cantante Ashanti en una conferencia de prensa en la 45.ª edición de los Premios Grammy, y empezaron a salir poco después. Se separaron tras una década juntos, y no reanudaron su romance hasta 2023. En diciembre de ese año se hizo público que iban a ser padres.
En 2003 su hermana enfermó de leucemia. En noviembre lanzó su álbum remix Da Derrty Versions: The Reinvention. En este aparecía el tema: "E.I(Tripdrill Remix)" para el cual hicieron un video bastante polémico, con el cual fue acusado de ser misógino, de inmediato salió en su defensa, diciendo que esto es solo un video, que no era su opinión acerca de las mujeres, además que la escena con la tarjeta de crédito fue idea de la misma chica no de él y que este vídeo había sido hecho para un horario de adultos entre las 2:00 y las 4:00 a. m.". Por este video fue cancelado uno de sus conciertos, el cual, tenía como propósito conseguir un donante de médula ósea para su hermana Jackie, pero las personas encargadas de cancelarlo no conocían este propósito, con esto sintió que le habían robado a su hermana la oportunidad de vivir. 
Luego de un concierto en marzo de 2005 Nelly iba a visitar a su hermana, pues se encontraba hospitalizada porque su enfermedad estaba bastante avanzada, y decide llamarla sin saber que era la última conversación que iban a tener; luego de hablar por casi 25 minutos, ella suelta el teléfono y se deja caer, muriendo inmediatamente. Nelly entró en una tremenda depresión, pero adoptó a los dos hijos de su hermana.

#### Polémicas e incidentes
En 2015 fue arrestado en Nashville por posesión de armas y drogas. El bus en el que viajaba no contaba con las licencias adecuadas. Cuando la policía lo detuvo para investigar, el olor a marihuana les hizo sospechar e iniciaron el registro.
En octubre de 2017, Nelly fue detenido y acusado de violación. No obstante, fue liberado al día siguiente por falta de pruebas.

### Carrera artística
Tras grabar varios temas en solitario en 1999, Nelly destacó lo suficiente como para que Universal Records decidiera ofrecerle un contrato como solista, aunque solo aceptó con la condición de que su grupo St. lunatics pudiera actuar con él. Con este contrato, el 6 de junio de 2000 lanzó su primer álbum Country Grammar, en el que estaba su famoso tema «Ride with me», que lo posicionaría como uno de los mejores artistas del rap y le llevaría a ganar un disco de oro.
Nelly se dio a conocer ante el público en el 2000 con el álbum Country Grammar, con el que arrasó las listas de todo el país. En este disco se incluían varios sencillos exitosos, como «Country Grammar (Hot Shit)», "Ride Wit Me", "Batter Up" y "E.I.". Con St. Lunatics, grabó en 2001 el álbum Free City con los sencillos "Midwest Swing", "Summer In The City" y "Let Me In Now". Su siguiente álbum, Nellyville, en 2002, con los sencillos "Hot In Herre", "Dilemma", "Work It", "Air Force Ones", "Pimp Juice" y "#1" ("#1" Banda Sonora de la película "Training Day") le consagró como uno de los raperos más populares del momento, arrollando una vez más en ventas. 
En 2002 En este año Nelly conoció a Luz Marcano quien fue su amiga, novia y con el paso de dos años el actor y cantante se casó y formó su propia familia. También lanzó su álbum "Hot In Herre" fue tremendamente popular, convirtiéndose en una de las canciones del año (al grado de ser parodiada por Weird Al Yankovic con "Trash Day"), seguido de "Dilemma", con la colaboración de Kelly Rowland, cantante de Destiny's Child. Ese año se llevó dos premios Grammy.
En el verano de 2002 lanzó su nuevo álbum Nellyville, que le llevó a la fama. Días antes de su lanzamiento decidió contar con una de las cantantes favoritas de su media hermana Jackie, Kelly Rowland. Con ella grabó la canción «Dilemma». A finales de este año Nelly rompe con la madre de sus dos hijos Shanell.
A principios de 2003, Nelly lanzó el polémico sencillo «Air Force Ones». MTV, MTV2, MuchMusic y VH1 se negaron a dar el vídeo en sus cadenas debido a la colocación de las populares zapatillas deportivas Nike del mismo nombre de la canción en el videoclip. BET, sin embargo, si emitió el video. Nike y Nelly acordaron un contrato de 1 año en 2003 para lanzar un calzado deportivo de edición limitada llamadas "Air Derrty", que eran una nueva versión de las zapatillas retro de Charles Barkley "Air Max2 CB '94". Salieron el 13 de junio de 2003 en tiendas seleccionadas de Nike, y solo vieron la luz 1000 pares.
Al año siguiente, en 2004, Nelly ganó su tercer Grammy con el sencillo número 1 "Shake Ya Tailfeather" (Banda Sonora de "2 Policías Rebeldes 2") junto con Murphy Lee (De Los St. Lunatics) & P.Diddy. El 14 de septiembre de 2004 Nelly lanzó dos álbumes simultáneamente, Sweat y Suit. Suit, un álbum orientado al R&B, debutó #1 en las listas de álbumes de Billboard con los sencillos "My Place","Over And Over" y "N Dey Say", y Sweat, un álbum más rapero, debutó #2 el mismo día con los sencillos "Flap Your Wings","Na-Nana-Na" y Tilt Ya Head Back (Con la colaboración de Christina Aguilera). De Suit, la balada "Over And Over", un dueto insólito con la estrella de country Tim McGraw, se convirtió en otro éxito. Nelly actuó en el último concierto del especial de la CBS cantando esta canción con McGraw, en 2004. En 2005 participó en la película "El Clan De Los Rompehuesos" en inglés "The Longest Yard" junto con Adam Sandler y Chris Rock. En 2006, Nelly editó otro éxito con «Grillz» en colaboración de Paul Wall, Gipp y Ali (De Los St. Lunatics).
Nelly también ha tenido disputas y rivalidades con KRS-One. Durante la pelea lírica que mantuvieron, Nelly le acusó de ser un rapero pasado de fecha, viejo y cansado, mientras que KRS le llamó artista de pop. Muchos creen que KRS-One vencería fácilmente técnica y líricamente a Nelly, mientras que otros creen que Nelly le superó por el hecho de vender más discos que él y estar activo en el mundo de la música.
Finalmente después de 3 años y sumido aún en esta depresión decidió grabar su nuevo álbum Brass Knuckles el cual no tuvo mucho éxito, y reconoce que no estaba bien para su grabación, y creyó que su fama estaba por terminar.
En 2010, luego de nueve años de prisión sale libre su amigo City Spud, lo cual fue una de las alegrías que vendrían después de estos últimos tristes años de su vida, y sintió que su familia volvía a estar unida. Después de esto Nelly y St. Lunatics decidieron darse una segunda oportunidad al grabar y lanzar su nuevo álbum 5.0, en este se encuentra el tema "Just a Dream", con el cual demostró que estaba de vuelta. Con la grabación de este álbum se hizo mucho más fuerte su relación con Ashanti, y perdonó a su padre a quien describe actualmente como un muy buen abuelo.
En 2018, estrena su tema musical «Freaky with You» en colaboración con Jacquees.

## Discografía
- Country Grammar (2000)
- Free City (2001) – con St. Lunatics
- Nellyville (2002)
- Da Derrty Versions - The Reinvention (2003)
- Sweat (2004)
- Suit (2004)
- Who's the Boss (2006) – con St. Lunatics
- Brass Knuckles (2008)
- 5.0 (2010)
- M.O. (2013)

## Premios

### Premios Grammy
Nelly fue nominado a varios premios Grammy, ganando hasta la actualidad tres de esas nominaciones.

#### Ganador
- 2003 
  - Mejor Actuación Rap por un Dúo o Grupo A, "Shake Ya Tailfeather" con P. Diddy y Murphy Lee[11]

- 2003
  - Mejor Rap / Sung Collaboration, "Dilemma" con Kelly Rowland
  - Mejor Interpretación Rap Solo, "Hot In Herre"

#### Nominado
- 2007
  - Mejor Interpretación Rap por un Dúo o Grupo, "Grillz" con Paul Wall, Ali & Gipp

- 2005
  - Mejor Álbum de Rap, Suit

- 2003 
  - Mejor Álbum Rap, Nellyville

- - Grabación del Año, "Dilemma" w / Kelly Rowland
  - Álbum del Año, Nellyville

- 2002 
  - Mejor Interpretación Rap en Solitario, "Wit Ride With Me"
  - Mejor Colaboración Rap, "Where The Party At" con Jagged Edge

- 2001 
  - Mejor Interpretación Rap en Solitario, ''Country Grammar"
  - Mejor Álbum Rap, "Country Grammar"

### Premios American Music
- 2003 
  - Rap / Hip [Artista Hop Nominado]
  - Pop Favoritos / Álbum de Rock, Nellyville [Nominado]
  - Pop Favoritos / [Artista Rock Nominado]
  - Mejor Álbum R&B/Hip Hop, Nellyville [Ganador]
  - Premio del Público [Ganador]

- 2002 
  -  Mejor Artista Rap/Hip Hop [Ganador]

### Premios BET
- 2003 
  - Mejor Artista Hip Hop [Nominado]
  - Mejor Vídeo del Año, "Hot in Herre" [Nominado]
  - Mejor Colaboración, "Dilemma" con Kelly Rowland [Nominado]

- 2001 
  - Mejor Nuevo Artista [Ganador]
  - Mejor Artista Hip Hop Masculino [Ganador]

### Premios BET Hip Hop
- 2008 
  - Premio del Público, "Here I Am" con Rick Ross y Avery Storm [Nominado]

- 2006 
  - Hustler del Año [Nominado]
  - Mejor Colaboración, "Grillz" con Paul Wall, Ali & Gipp [Nominado]

### Premios Black Reel
- 2002 
  - Mejor Canción, "# 1", de la película Training Day [Nominado]

### Premios MTV Movie
- 2006 
  - Mejor Actuación Revelación, The Longest Yard [Nominado]

### Premios MTV Video Music
- 2004 
  - Mejor Vídeo de Hip Hop,"Shake Ya Tailfeather" con P. Diddy y Murphy Lee [Ganador]

- 2003 
  - Mejor Vídeo R&B, "Dilemma" con Kelly Rowland [Nominado]
  - Mejor Vídeo Hip Hop, "Hot in Herre" [Nominado]

- 2002 
  - Mejor Vídeo Masculino, "#1" [Nominado]

- 2001 
  - Mejor Vídeo Masculino, "[Ride With Me]" [Nominado]
  - Mejor Vídeo de Rap, "[Ride With Me]" [Ganador]
  - Premio del Público [Nominado]

### Premios Video MTV Music Japón
- 2009 
  - Mejor Vídeo de una Colaboración, "Party People" con Fergie [Ganador]

### Celebrity All-Star Games
- 2006 
  - NBA All-Star Weekend Celebrity Game MVP

- 2009 
  - MLB Celebrity Softball Game MVP